# Hecmanville
Hecmanville är en kommun i departementet Eure i regionen Normandie i norra Frankrike. Kommunen ligger i kantonen Brionne som tillhör arrondissementet Bernay. År 2022 hade Hecmanville 197 invånare.

## Befolkningsutveckling
Antalet invånare i kommunen Hecmanville
Referens:INSEE